# Восточноголанский диалект

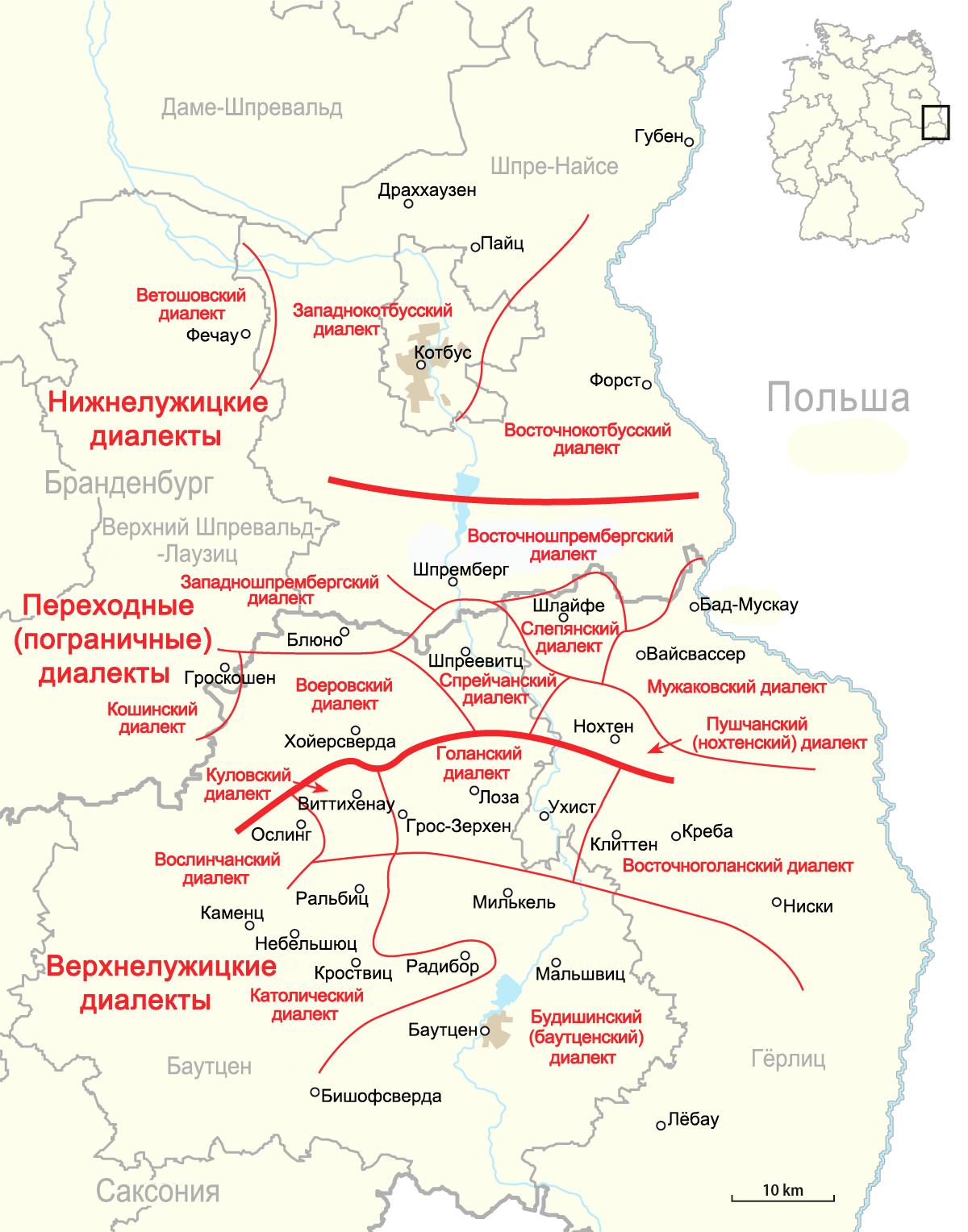
Восточноголанский диалект на карте диалектов лужицких языков

Восточного́ланский диале́кт (дубицкий диалект) (в.-луж. Wuchodna holanska narěč, нем. Östlicher Heidedialekt) — один из диалектов лужицких языков, распространённый согласно диалектологической карте Г. Шустер-Шевца на территории общин Мюка, Креба-Нойдорф, Квицдорф-ам-Зе, юго-восточной части общины Боксберг и в окрестностях города Ниски района Гёрлиц (федеральная земля Саксония). На карте, представленной в Атласе серболужицкого языка (Sorbischer Sprachatlas), в состав восточноголанского ареала включены также говоры общины Ричен и северо-восточной части общины Боксберг, при этом говоры общин Мюка и Квицдорф-ам-Зе рассматриваются как часть холмского диалекта. Восточноголанский диалект является частью верхнелужицкой диалектной группы. Относится к восточному верхнелужицкому диалектному ареалу.

## Область распространения
Название восточноголанского диалекта, так же, как и распространённого к западу от него голанского, связано с названием населяемой носителями этих диалектов местности в Верхней Лужице — Го́ля (в.-луж. Hola — «полоса леса», или «лесистая местность»). К наиболее крупным поселениям на восточноголанской части данной территории относятся Мюка (в.-луж. Mikow, нем. Mücka), Креба (в.-луж. Chrjebja, нем. Kreba), Петерсхайн (в.-луж. Hóznica, нем. Petershain), Клиттен (в.-луж. Klětno, нем. Klitten), Райхвальде (в.-луж. Rychwałd, нем. Reichwalde), Козель (в.-луж. Kózło, нем. Kosel) и другие. На карте Атласа серболужицкого языка Мюка и Петерсхайн включены в ареал холмского диалекта, а к восточноголанскому ареалу отнесён населённый пункт Даубиц (в.-луж. Dubc, нем. Daubitz), по названию которого в Атласе восточноголанскому диалекту дано второе наименование — дубицкий.
Область распространения восточноголанского диалекта находится в северо-восточной части верхнелужицкого диалектного ареала. На западе восточноголанский диалект граничит с верхнелужицким голанским, на севере — с говорами переходных (пограничных) диалектов — пушчанским и мужаковским. К востоку от границ восточноголанского диалекта размещена сплошная немецкоязычная территория, на юге к его ареалу примыкает ареал верхнелужицкого будишинского (баутценского) диалекта. В отличие от карты Г. Шустер-Шевца на карте, опубликованной в Атласе серболужицкого языка, южные районы восточноголанского диалекта отнесены к холмскому, а восточные районы пушчанского и южные районы мужаковского диалектов включены в восточноголаснский ареал. В восточном верхнелужицком ареале на карте Атласа также отмечаются холмский и любийский диалекты в районах Кольма (в.-луж. Chołm, нем. Kollm) и Лёбау, размещённые к югу от ареала восточноголанского диалекта.

## Особенности диалекта
К числу диалектных признаков восточноголанского диалекта относят:
1. Отсутствие перехода a > e в позиции между палатализованными согласными, как и в голанском диалекте: čeladź (в.-луж. литер. čeledź «прислуга», «челядь»), jajo (в.-луж. литер. jejo «яйцо»), dźaćel (в.-луж. литер. dźećel «клевер»), wowčar (в.-луж. литер. wowčer «овчар», «чабан»), rjadźić (в.-луж. литер. rjedźić «чистить», «убирать») и т. п. Данное явление отражено в таких морфологических особенностях диалекта, как наличие окончаний существительных мужского рода множественного числа в творительном падеже -’ami, и двойственного числа в именительном падеже -’aj, противопоставленных окончаниям -’emi и -’ej в других диалектах и литературном языке[5].
2. Отсутствие перехода /ł/ в билабиальный [u̯], свойственного всему лужицкому диалектному ареалу, исключая мужаковский диалект и крайне северные районы нижнелужицкого ареала: jały [jały] (в.-луж. литер. jahły [jaʏu̯y]/[jau̯y], «просо»), в мужаковском — [jagły], łoboda [łoboda] (в.-луж. литер. łoboda [u̯oboda], «лебеда»), в мужаковском — [łoboda], kozoł [kozoł] (в.-луж. литер. kozoł [kozou̯], «козёл»), в мужаковском — [kozoł] и т. п.[6]
3. Случаи различия в реализации фонемы /ʒ́/ с другими верхнелужицкими диалектами и литературным стандартом типа młodźina [młoʒ́ina] (в.-луж. литер. młodźina [moǯ’ina], «молодёжь»)[7].